# Hesla
Hesla é uma vila no distrito de Hazaribag, no estado indiano de Jharkhand.

## Geografia
Hesla está localizada a 24° 04′ N, 85° 53′ L. Tem uma altitude média de 365 metros (1197 pés).

## Demografia
Segundo o censo de 2001, Hesla tinha uma população de 5860 habitantes. Os indivíduos do sexo masculino constituem 53% da população e os do sexo feminino 47%. Hesla tem uma taxa de literacia de 78%, superior à média nacional de 59,5%: a literacia no sexo masculino é de 83% e no sexo feminino é de 73%. Em Hesla, 12% da população está abaixo dos 6 anos de idade.